# Pearl Jam 2006 World Tour
Pearl Jam 2006 World Tour è il tour dei Pearl Jam, per promuovere il loro ottavo e omonimo album.
I "bootleg ufficiali" furono resi disponibili sul sito-web della band in formato MP3 e FLAC. La prima parte del tour, si concentrò sulle maggiori città del nord-est degli USA, mentre durante la seconda parte la band aprì dei concerti per Tom Petty. Nel tour europeo, la band suonò in alcuni festival come il Reading e Leeds festivals, nonostante dopo la tragedia del Roskilde la band aveva dichiarato che non avrebbe più suonato nei festival rock. Successivamente, la band suonò in Australia e poi alle Hawaii dove nell'ultimo show del tour, supportarono gli U2, giunti anche loro al termine del loro tour, il Vertigo Tour. Gli show al Gorge Amphitheatre, furono pubblicati come parte integrante del box-set, Live at the Gorge 05/06.

## Date
| Data              | Nazione     | Città                       | Luogo                                                                                |
| ----------------- | ----------- | --------------------------- | ------------------------------------------------------------------------------------ |
| Warm-Up Shows     |             |                             |                                                                                      |
| 20 aprile 2006    | Inghilterra | Londra                      | London Astoria                                                                       |
| 5 maggio 2006     | Stati Uniti | New York                    | The Filmore New York at Irving Plaza                                                 |
| Nord America      |             |                             |                                                                                      |
| 9 maggio 2006     | Canada      | Toronto, Ontario            | Air Canada Centre                                                                    |
| 10 maggio 2006    | Canada      | Toronto, Ontario            | Air Canada Centre                                                                    |
| 12 maggio 2006    | Stati Uniti | Albany, New York            | Times Union Center                                                                   |
| 13 maggio 2006    | Stati Uniti | Hartford, Connecticut       | New England Dodge Music Center                                                       |
| 16 maggio 2006    | Stati Uniti | Chicago, Illinois           | United Center                                                                        |
| 17 maggio 2006    | Stati Uniti | Chicago, Illinois           | United Center                                                                        |
| 19 maggio 2006    | Stati Uniti | Grand Rapids, Michigan      | Van Andel Arena                                                                      |
| 20 maggio 2006    | Stati Uniti | Cleveland, Ohio             | Quicken Loans Arena                                                                  |
| 22 maggio 2006    | Stati Uniti | Auburn Hills, Michigan      | Palace of Auburn Hills                                                               |
| 24 maggio 2006    | Stati Uniti | Boston, Massachusetts       | TD Banknorth Garden                                                                  |
| 25 maggio 2006    | Stati Uniti | Boston, Massachusetts       | TD Banknorth Garden                                                                  |
| 27 maggio 2006    | Stati Uniti | Camden, New Jersey          | Tweeter Center at the Waterfront                                                     |
| 28 maggio 2006    | Stati Uniti | Camden, New Jersey          | Tweeter Center at the Waterfront                                                     |
| 30 maggio 2006    | Stati Uniti | Washington                  | Verizon Center                                                                       |
| 1º giugno 2006    | Stati Uniti | East Rutherford, New Jersey | Continental Airlines Arena                                                           |
| 3 giugno 2006     | Stati Uniti | East Rutherford, New Jersey | Continental Airlines Arena                                                           |
| 23 giugno 2006    | Stati Uniti | Pittsburgh, Pennsylvania    | Mellon Arena                                                                         |
| 24 giugno 2006    | Stati Uniti | Cincinnati, Ohio            | U.S. Bank Arena                                                                      |
| 26 giugno 2006    | Stati Uniti | Saint Paul, Minnesota       | Xcel Energy Center (in supporto di Tom Petty & the Heartbreakers)                    |
| 27 giugno 2006    | Stati Uniti | Saint Paul, Minnesota       | Xcel Energy Center (in supporto di Tom Petty & the Heartbreakers)                    |
| 29 giugno 2006    | Stati Uniti | Milwaukee, Wisconsin        | Summerfest, Henry Maier Festival Park (in supporto di Tom Petty & the Heartbreakers) |
| 30 giugno 2006    | Stati Uniti | Milwaukee, Wisconsin        | Summerfest, Henry Maier Festival Park (in supporto di Tom Petty & the Heartbreakers) |
| 2 luglio 2006     | Stati Uniti | Denver, Colorado            | Pepsi Center (in supporto di Tom Petty & the Heartbreakers)                          |
| 3 luglio 2006     | Stati Uniti | Denver, Colorado            | Pepsi Center (in supporto di Tom Petty & the Heartbreakers)                          |
| 6 luglio 2006     | Stati Uniti | Las Vegas, Nevada           | MGM Grand Garden Arena                                                               |
| 7 luglio 2006     | Stati Uniti | San Diego, California       | Cox Arena                                                                            |
| 9 luglio 2006     | Stati Uniti | Inglewood, California       | The Forum                                                                            |
| 10 luglio 2006    | Stati Uniti | Inglewood, California       | The Forum                                                                            |
| 12 luglio 2006    | Stati Uniti | Hollywood, California       | Henry Fonda Theater                                                                  |
| 13 luglio 2006    | Stati Uniti | Santa Barbara, California   | Santa Barbara Bowl                                                                   |
| 15 luglio 2006    | Stati Uniti | San Francisco, California   | Bill Graham Civic Auditorium                                                         |
| 16 luglio 2006    | Stati Uniti | San Francisco, California   | Bill Graham Civic Auditorium                                                         |
| 18 luglio 2006    | Stati Uniti | San Francisco, California   | Bill Graham Civic Auditorium                                                         |
| 20 luglio 2006    | Stati Uniti | Portland, Oregon            | Arlene Schnitzer Concert Hall                                                        |
| 22 luglio 2006    | Stati Uniti | George, Washington          | The Gorge Amphitheatre                                                               |
| 23 luglio 2006    | Stati Uniti | George, Washington          | The Gorge Amphitheatre                                                               |
| Europa            |             |                             |                                                                                      |
| 23 agosto 2006    | Irlanda     | Dublino                     | Point Theatre                                                                        |
| 25 agosto 2006    | Inghilterra | Leeds                       | Leeds Festival                                                                       |
| 27 agosto 2006    | Inghilterra | Reading                     | Reading Festival                                                                     |
| 29 agosto 2006    | Paesi Bassi | Arnhem                      | Gelredome                                                                            |
| 30 agosto 2006    | Belgio      | Anversa                     | Sportpaleis                                                                          |
| 1º settembre 2006 | Spagna      | Barcellona                  | Palacio Municipal de Deportes de Badalona                                            |
| 2 settembre 2006  | Spagna      | Vitoria                     | Azkena Rock Festival                                                                 |
| 4 settembre 2006  | Portogallo  | Lisbona                     | Pavilhão Atlântico                                                                   |
| 5 settembre 2006  | Portogallo  | Lisbona                     | Pavilhão Atlântico                                                                   |
| 7 settembre 2006  | Spagna      | Madrid                      | Palacio de Deportes de la Comunidad de Madrid                                        |
| 9 settembre 2006  | Francia     | Marsiglia                   | Le Dôme De Marseille                                                                 |
| 11 settembre 2006 | Francia     | Parigi                      | Palais Omnisports de Paris-Bercy                                                     |
| 13 settembre 2006 | Svizzera    | Berna                       | Bern Arena                                                                           |
| 14 settembre 2006 | Italia      | Bologna                     | PalaMalaguti                                                                         |
| 16 settembre 2006 | Italia      | Verona                      | Arena di Verona                                                                      |
| 17 settembre 2006 | Italia      | Milano                      | Forum                                                                                |
| 19 settembre 2006 | Italia      | Torino                      | Palaisozaki                                                                          |
| 20 settembre 2006 | Italia      | Pistoia                     | Piazza del Duomo                                                                     |
| 22 settembre 2006 | Rep. Ceca   | Praga                       | Sazka Arena                                                                          |
| 23 settembre 2006 | Germania    | Berlino                     | Wuhlheide                                                                            |
| 25 settembre 2006 | Austria     | Vienna                      | Wiener Stadthalle                                                                    |
| 26 settembre 2006 | Croazia     | Zagabria                    | Dom sportova                                                                         |
| 30 settembre 2006 | Grecia      | Atene                       | OAKA Sports Hall                                                                     |
| Pacifico del Sud  |             |                             |                                                                                      |
| 7 novembre 2006   | Australia   | Sydney                      | Acer Arena                                                                           |
| 8 novembre 2006   | Australia   | Sydney                      | Acer Arena                                                                           |
| 10 novembre 2006  | Australia   | Brisbane                    | Brisbane Entertainment Centre                                                        |
| 11 novembre 2006  | Australia   | Brisbane                    | Brisbane Entertainment Centre                                                        |
| 13 novembre 2006  | Australia   | Melbourne                   | Rod Laver Arena                                                                      |
| 14 novembre 2006  | Australia   | Melbourne                   | Rod Laver Arena                                                                      |
| 16 novembre 2006  | Australia   | Melbourne                   | Rod Laver Arena                                                                      |
| 18 novembre 2006  | Australia   | Sydney                      | Acer Arena                                                                           |
| 19 novembre 2006  | Australia   | Newcastle                   | Newcastle Entertainment Centre                                                       |
| 21 novembre 2006  | Australia   | Adelaide                    | Adelaide Entertainment Centre                                                        |
| 22 novembre 2006  | Australia   | Adelaide                    | Adelaide Entertainment Centre                                                        |
| 25 novembre 2006  | Australia   | Perth                       | Subiaco Oval                                                                         |
| 2 dicembre 2006   | Stati Uniti | Honolulu, Hawaii            | Neal S. Blaisdell Center                                                             |
| 9 dicembre 2006   | Stati Uniti | Honolulu, Hawaii            | Aloha Stadium (in supporto degli U2)                                                 |

## Formazione
- Jeff Ament - Basso
- Stone Gossard - Chitarra ritmica
- Mike McCready - Chitarra solista
- Eddie Vedder - Voce, chitarra
- Matt Cameron - Batteria

Additional Musicians:
- Boom Gaspar - Hammond B3 e tastiere

## Gruppi di spalla
America del Nord 1
- My Morning Jacket - (09/05/06 - 03/06/06)

America del Nord 2
- Robert Pollard - (23/06/06 - 24/06/06)
- Sonic Youth - (06/07/06 - 10/07/06, 13/07/06 - 18/07/06)
- David Cross - (20/07/06)
- Sleater-Kinney - (20/07/06)

Europa
- Paddy Casey - (23/08/06)
- Wolfmother - (29/08/06 - 01/09/06)
- My Morning Jacket - (04/09/06 - 20/09/06)
- Tarantula A.D. - (22/09/06, 25/09/06)
- The Black Keys - (23/09/06)

Pacifico del Sud
- Kings of Leon - (07/11/06 - 02/12/06)